# Jimpa
Jimpa is een Australisch-Fins-Nederlandse dramafilm uit 2025, geregisseerd, mede geschreven en mede geproduceerd door Sophie Hyde. De hoofdrollen worden vertolkt door Olivia Colman, John Lithgow en Aud Mason-Hyde

## Verhaal
Hannah en haar non-binaire tiener, Frances, reizen naar Amsterdam om hun homoseksuele grootvader Jim (bekend als Jimpa) te bezoeken. Wanneer Frances besluit om een jaar bij hun grootvader te blijven, wordt Hannah gedwongen haar ouderschap en haar verleden opnieuw te onderzoeken.

## Rolverdeling
| Acteur              | Personage |
| ------------------- | --------- |
| Olivia Colman       | Hannah    |
| John Lithgow        | Jimpa     |
| Aud Mason-Hyde      | Frances   |
| Tilda Cobham-Hervey |           |
| Kate Box            |           |
| Daniel Henshall     |           |

## Productie
Jimpa is een Australisch-Nederlands-Finse productie van Closer Films, Mad Ones Films en Viking Film, met een grote productie-investering van Screen Australia en Align en met de steun van het Nederlands Filmfonds en het Netherlands Film Production Incentive. De productie werd ook gefinancierd in samenwerking met The Finnish Impact Film Fund, Aurora Studios, Cinéart, The South Australian Film Corporation, Adelaide Film Festival Investment Fund en Mind The Gap Film Finance. Verdere financiering werd verstrekt door Kojo, Closer Films en Mad Ones Films. De film wordt geregisseerd door Sophie Hyde, geschreven door Hyde en Matthew Cormack en gecoproduceerd door Liam Heyen, Marleen Slot en Bryan Mason, de echtgenoot van Hyde. Olivia Colman en John Lithgow spelen samen met Aud Mason-Hyde, het eigen kind van Hyde en Mason, de hoofdrollen.
Een deel van de filmopnames vond plaats in Amsterdam in april-mei 2024, gevolgd door opnames in Adelaide, Australië, en Helsinki, Finland. Vanaf oktober 2024 was de film in postproductie in Adelaide.

## Release
Jimpa ging op 23 januari 2025 in première op het Sundance Film Festival in de Premieres-sectie.